# Уитворт-Эйлмер, Мэтью, 5-й барон Эйлмер
Генерал Мэтью Уитворт-Эйлмер, 5-й барон Эйлмер, GCB (24 мая 1775 года — 23 февраля 1850 года), был британским офицером и колониальным чиновником.

## Наполеоновские войны
Эйлмер был произведён в прапорщики в 1787 году, в лейтенанты в 1791 году и в майоры в 1800 году. В 1798 году он провел во французской тюрьме шесть месяцев. Он был произведён в полковники в 1810 году, служил адъютантом короля Георга III между 1810 и 1812 годами, а затем был произведён в генерал-майоры в 1813 году. Он принял участие в большинстве сражений во время Пиренейской войны. 
В 1814 году, после участия во Французских революционных войнах и Наполеоновских войнах, он был назначен генерал-адъютантом британских войск в Ирландии, где оставался до 1823 года.

## Североамериканская администрация
После произведения в 1825 году в генерал-лейтенанты, в 1830 году Эйлмер был назначен командующим британскими вооруженными силами в Северной Америке, а также генерал-губернатором Британской Северной Америки и губернатором-лейтенантом Нижней Канады. 
Лорд Эйлмер не имел опыта службы в гражданской администрации, а также политического опыта. Он не смог успокоить растущие требования создания ответственного правительства в Нижней Канаде, и в 1834 году радикальная Ассамблея Нижней Канады приняла 92 резолюции, в том числе требование об отзыве Эйлмера. Лорд Эйлмер усугубил этническую напряженность в Нижней Канаде, отдавая предпочтение англичанам перед французами. Ухудшение ситуации привело к его отзыву в 1835 году. Его правление, возможно, способствовало восстанию в Нижней Канаде в 1837 году.

## Возвращение в Англию
Вернувшись в Англию, Элмер был повышен до звания генерала в 1845 году, но он так и не получил ни британского пэрства (он был только пэром Ирландии), ни другого административного поста. 
Он скончался на Итон-сквер, 15 в Белгрейвии 23 февраля 1850 года и был похоронен на кладбище Вест Норвуд. 
Сестра Эйлмера Роуз Эйлмер послужила источником вдохновения для одноимённой поэмы Уолтера Сэвиджа Лэндора. 

## Семья

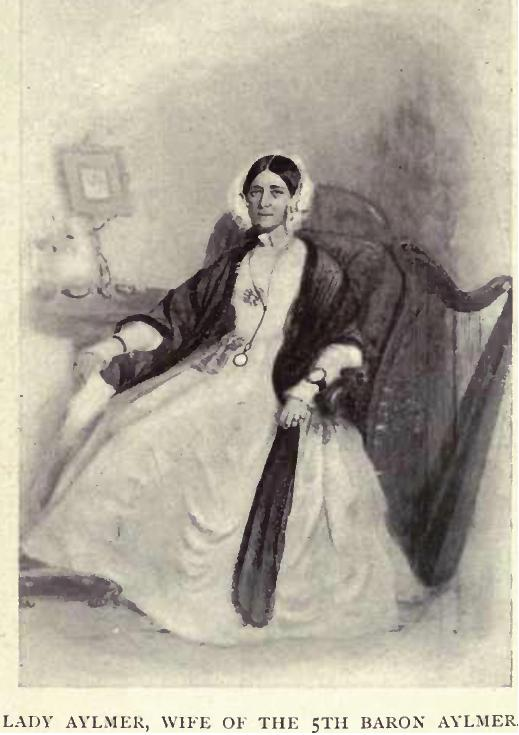
Леди Луиза Энн Эйлмер

Генерал Мэтью Уитворт, 5-й лорд Эйлмер, женился на Луизе Энн Кэлл, дочери баронета сэра Джона Кэлла, 4 августа 1801 года. Когда её муж в 1830 году был назначен управляющим правительством Канады в качестве генерал-губернатора с февраля 1831 года по август 1835 года, чета проживала в замке Сент-Луис, Квебек. Во время эпидемии холеры 1831–32 гг. она занималась облегчением страданий болеющих. Она покровительствовала образованию и регулярно посещала школы. Она была покровительницей общества Societe d'Education sous la direction des dames lie Quebec. Умерла 13 августа 1862 года. 